# Lepanthes jamesonii
Lepanthes jamesonii är en orkidéart som beskrevs av John Lindley och Heinrich Gustav Reichenbach. Lepanthes jamesonii ingår i släktet Lepanthes och familjen orkidéer.
Artens utbredningsområde är Ecuador. Inga underarter finns listade i Catalogue of Life.